# Bergtjärnen (Bjurholms socken, Ångermanland)
Bergtjärnen är en sjö i Bjurholms kommun i Ångermanland och ingår i Hörnåns huvudavrinningsområde.